# تور دو فرانس ۱۹۰۴
تور دو فرانس ۱۹۰۴ دومین دورهٔ مسابقهٔ دوچرخه‌سواری تور دو فرانس بود که از ۲ تا ۲۴ ژوئیهٔ سال ۱۹۰۴ در فرانسه برگزار شد. مسابقه در ۶ مرحله به طول ۲۴۲۸ کیلومتر انجام شد و در پایان آنری کورنه فرانسوی به مقام قهرمانی دست یافت.
مسیر مسابقه مشابه دورهٔ پیشین بود و موریس گارن (قهرمان دورهٔ گذشته) با فاصلهٔ کمی با لوسین پوتیه به عنوان قهرمان مسابقه معرفی شد. ایپولیت اوکوتوریه نیز در ۴ مرحله پیروز شده بود. ولی پس از رسوایی‌های به بار آمده در مورد کمک گرفتن برخی رکابزنان از حمایت‌های بیرونی، ۱۲ رکابزن از جمله چهار نفر اول رده‌بندی نهایی و برندگان همهٔ مراحل، توسط اتحادیهٔ دوچرخه‌سواری فرانسه رد صلاحیت شدند. چهار ماه پس از پایان مسابقه، آنری کورنه که در رده‌بندی نهایی اولیه در رتبهٔ پنجم قرار گرفته بود، به عنوان برندهٔ تور اعلام شد. مشکلات رخ داده در این مسابقه، باعث شد دورهٔ بعدی تور با قوانین متفاوتی نسبت به دوره‌های ۱۹۰۳ و ۱۹۰۴ برگزار شود.

## برگزاری و تغییرات
تور دو فرانس ۱۹۰۳ موفقیت بزرگی بود و قرار شد دورهٔ بعدی در سال ۱۹۰۴ برگزار شود. مسیر و مراحل با دورهٔ گذشته یکسان بود. تنها تغییر نسبت به سال ۱۹۰۳ عدم اجازهٔ شرکت رکابزنان به صورت تک‌مرحله بود. بخت‌های اصلی قهرمانی گارن، پوتیه و اوکوتوریه بودند. یکی از شرکت‌کنندگان، آنری پاره با سن ۵۰ سال بود که تاکنون مسن‌ترین رکابزن حاضر در تور دو فرانس بوده‌است.

## مسیر و مسابقه
تور ۱۹۰۴ مشابه دورهٔ پیشین در ۶ مرحله به طول ۲۴۲۸ کیلومتر برگزار شد. در بخش پایانی مرحلهٔ نخست، موریس گارن و لوسین پوتیه از سایر رکابزنان جدا شدند و با وجود این که توسط چهار مرد نقابدار مورد حمله قرار گرفتند، توانستند به ترتیب به عنوان نفر اول و دوم از خط پایان بگذرند.
در مرحلهٔ دوم، آنتوان فوره در نزدیکی شهر خود رهبر مسابقه بود و حدود ۲۰۰ نفر از هوادارانش تلاش کردند از رقابت سایر رکابزنان جلوگیری کنند. در این حین، دست گارن آسیب دید و جووانی جربی بیهوش شد. فاوره نتوانست از این برتری تا پایان مرحله سود ببرد و در رقابت آخر خط، ایپولیت اوکوتوریه به پیروزی دست یافت. مرحلهٔ سوم از شهر نیم می‌گذشت و هواداران فردینان پایان (که در مرحلهٔ نخست از مسابقه اخراج شده‌بود) به سوی رکابزنان سنگ پرت کردند و مسیر را بستند. برخی رکابزنان مصدوم شدند. پس از نیم، پنج رکابزن از بقیه جدا شدند و در نهایت، اوکوتوریه با پشت سر گذاشتن آنری کورنه برندهٔ مرحله شد.
مرحلهٔ چهارم بدون حادثهٔ خاصی برگزار شد و با پیروزی پوتیه به پایان رسید. مرحلهٔ پنجم نیز با پیروزی اوکوتوریه خاتمه یافت. در پایان این مرحله، گارن با برتری ۲۸ ثانیه‌ای نسبت به پوتیه رهبر مسابقه بود.
در کیلومترهای آخر مرحلهٔ پایانی، اوکوتوریه، گارن و دورتینیاک فرار کردند. قرار بود خط پایان مسابقه در پارک دو پرنس باشد، ولی به دلیل بارش باران، برگزار کنندگان و رکابزنان توافق کردند که کیلومتر پایانی لغو شود و نتیجهٔ نهایی بر پایهٔ زمان‌های ثبت شده در ویل داوره اعلام شود. بنابراین اوکوتوریه برندهٔ مرحلهٔ پایانی اعلام شد. موریس گارن نیز با دوم شدن در این مرحله، قهرمانی تور را کسب کرد.

## بررسی مجدد و تغییر نتایج
در حین مسابقه، نه رکابزن به دلایلی از جمله استفادهٔ غیر قانونی از خودرو یا قطار، از مسابقه اخراج شدند. پس از شکایت‌هایی از سایر رکابزنان، اتحادیهٔ دوچرخه‌سواری فرانسه تحقیقاتی را آغاز کرد و پس از شنیدن شهادت شماری از رکابزنان و شاهدان، در دسامبر ۱۹۰۴ چهار نفر نخست رده‌بندی اصلی (که شامل برندگان همهٔ مراحل نیز می‌شد) یعنی موریس گارن، لوسین پوتیه، سزار گارن و ایپولیت اوکوتوریه را رد صلاحیت کرد. در مجموع ۲۹ رکابزن جریمه شدند. دلایل رد صلاحیت‌ها هرگز به صورت عمومی منتشر نشد.
آنری کورنهٔ ۱۹ ساله که تور را در رتبهٔ پنجم به پایان رسانده‌بود، برندهٔ مسابقه اعلام شد و جوان‌ترین قهرمان تاریخ تور دو فرانس شد. پس از اعمال جرایم و رد صلاحیت‌ها تنها ۱۵ نفر در رده‌بندی نهایی، باقی ماندند.

## پیامد
پس از رسوایی‌های به بار آمده در تور ۱۹۰۴ آنری دگرانژ می‌خواست مسابقه را تعطیل کند؛ ولی نظرش تغییر کرد و تغییراتی در قوانین برای جلوگیری از تقلب رکابزنان اعمال شد: از سیستم امتیازی برای رده‌بندی تور دو فرانس ۱۹۰۵ استفاده شد. کورنه هفت بار دیگر در تور شرکت کرد، ولی هرگز نتوانست نقش خاصی در مسابقه داشته باشد.